# E.S.G.

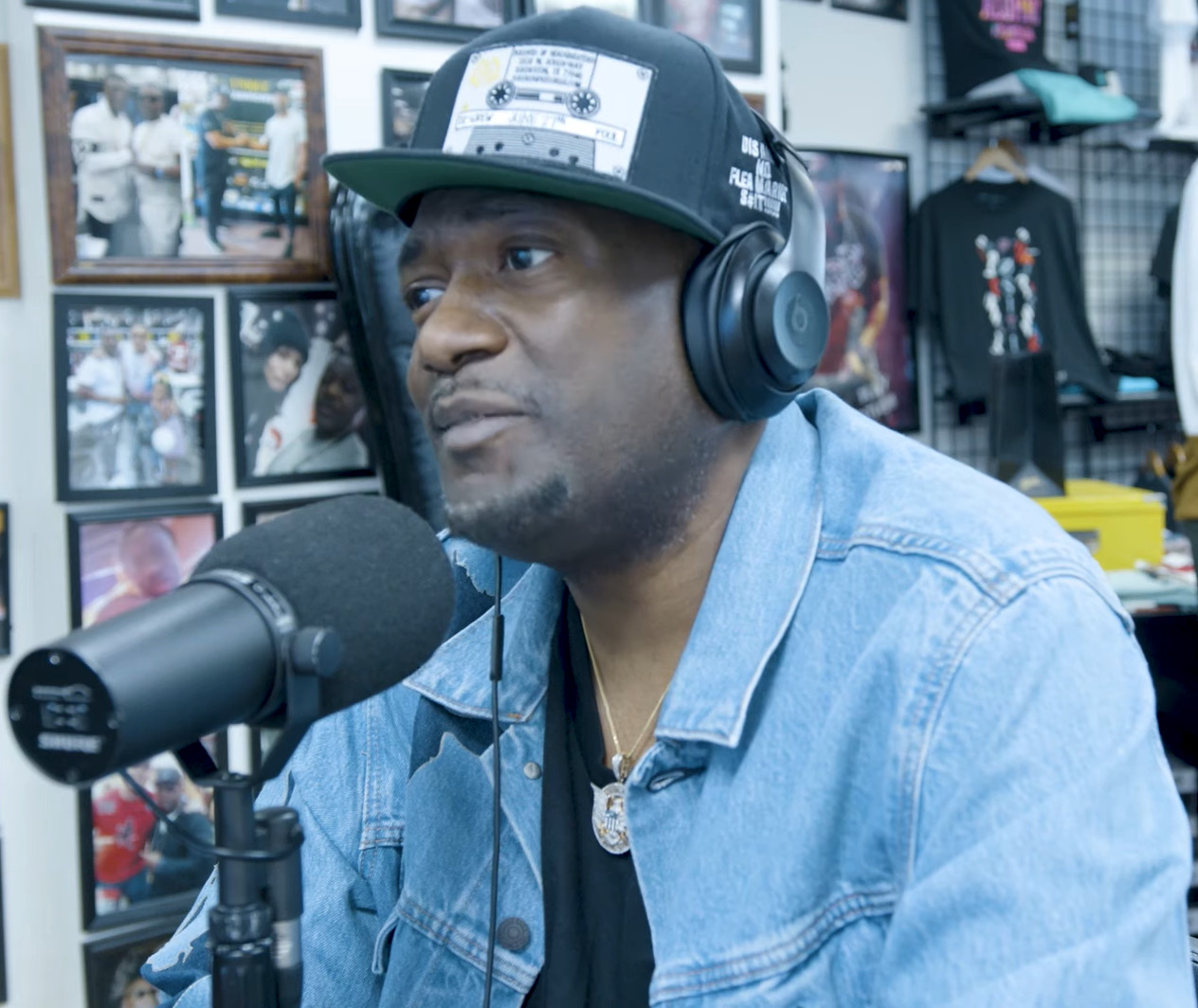

E.S.G. (* in Bogalusa, Louisiana; eigentlich Cedric Hill) ist ein US-amerikanischer Rapper aus Houston (Texas). Er ist Mitglied der Screwed Up Click, einer Underground-Rap-Gruppe.

## Werdegang
Cedric Hill, bekannt als E.S.G. (Everyday Street Gangsta), begann Mitte der 1980er Jahre zu rappen und half mit, den „Chopped-and-Screwed“-Stil zu verbreiten, bei dem die Songs langsamer gespielt werden. Sein erstes Album Ocean of Funk veröffentlichte er 1994 beim Label Perrion Entertainment. Das Album beinhaltete seine erste Single Swangin’ & Bangin’ und mehrere Screwed-&-Chopped-Versionen. Auf dem Album wirkten unter anderem Rapper wie Lil’ Will, Big 50 und die Yellow Stone Click mit. Nach seinem zweiten Album Sailin’ da South (1995) gab E.S.G. den G-Funk auf und rappte weiter auf anderen Beats und mit schnellerer Stimme. Er veröffentlichte weitere Alben, zu denen Digital Dope gehört, das im Februar 2009 beim Label Gracie Productions herauskam und Everyday Street Gangsta, welches im September desselben Jahres veröffentlicht wurde.

## Diskografie

### Soloalben
- 1994: Ocean of Funk
- 1995: Sailin’ da South
- 1998: Return of the Living Dead
- 1999: Shinin’ n’ Grindin’
- 2000: City Under Siege
- 2004: All American Gangsta
- 2006: Screwed Up Movement
- 2006: Return of the Freestyle King
- 2006: Realest O. G.
- 2007: Return of the Legend
- 2008: The Chronicles
- 2009: Digital Dope
- 2009: Everyday Street Gansta

### Gemeinschaftsproduktionen
- 2001: Boss Hogg Outlaws (mit Slim Thug)
- 2001: Doin’ Dem Boys (mit Southern Made Playaz)
- 2005: Family Business (mit Carmen Sandiego und Brandon Stacks)
- 2008: Screwed Up Gorillaz (mit Big Pokey)

### Mixtapes
- 2005: Hood Hustlin Mixtape Vol. 5 (mit Nino)
- 2008: OG Status (mit DJ Sedd)

### Singles
- 2003: Getcha Hands Up (featuring Slim Thug)
- 2006: Hold Up
- 2008: Actin’ Bad